# 小山駅

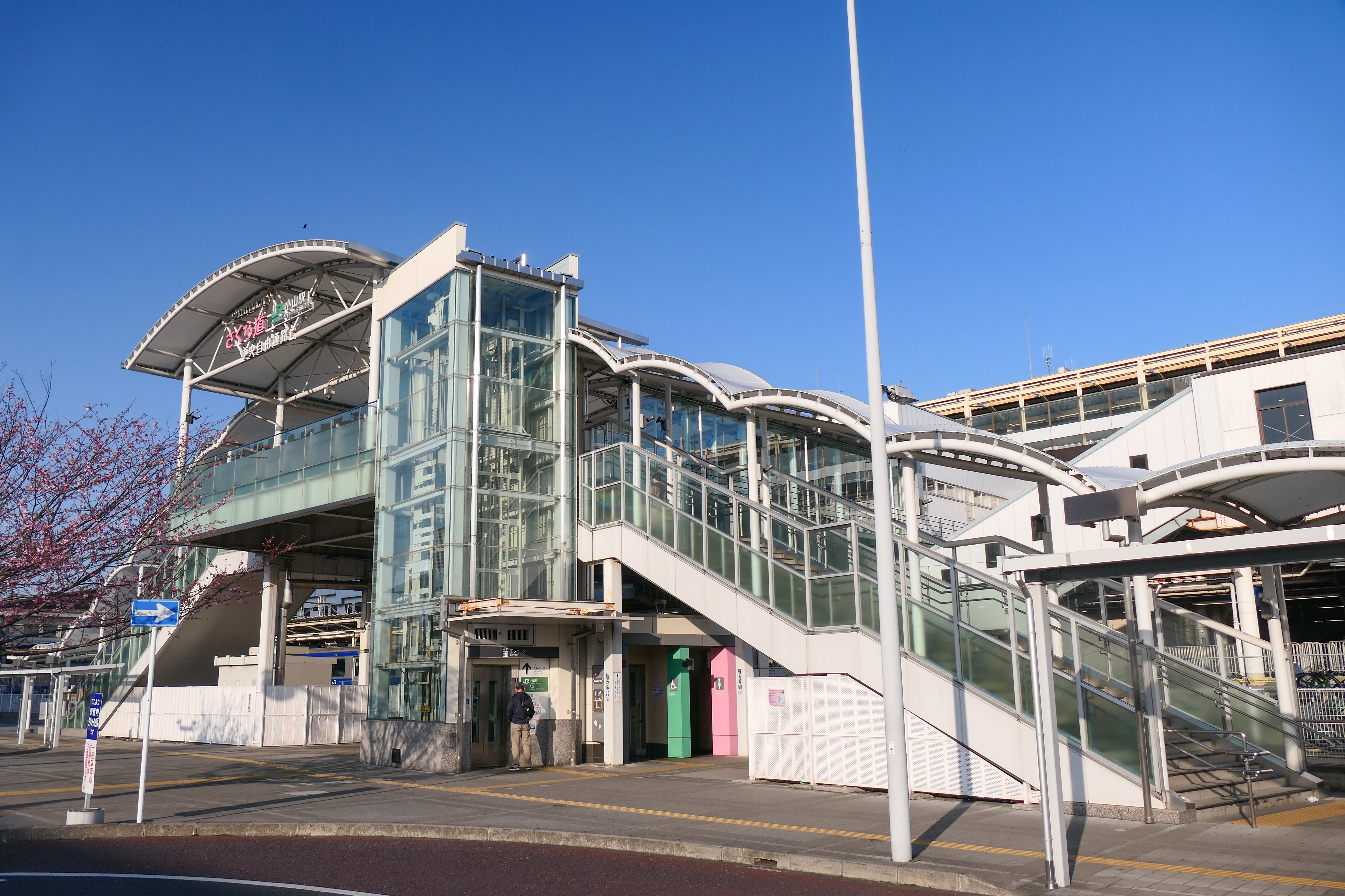
東口（2023年4月）

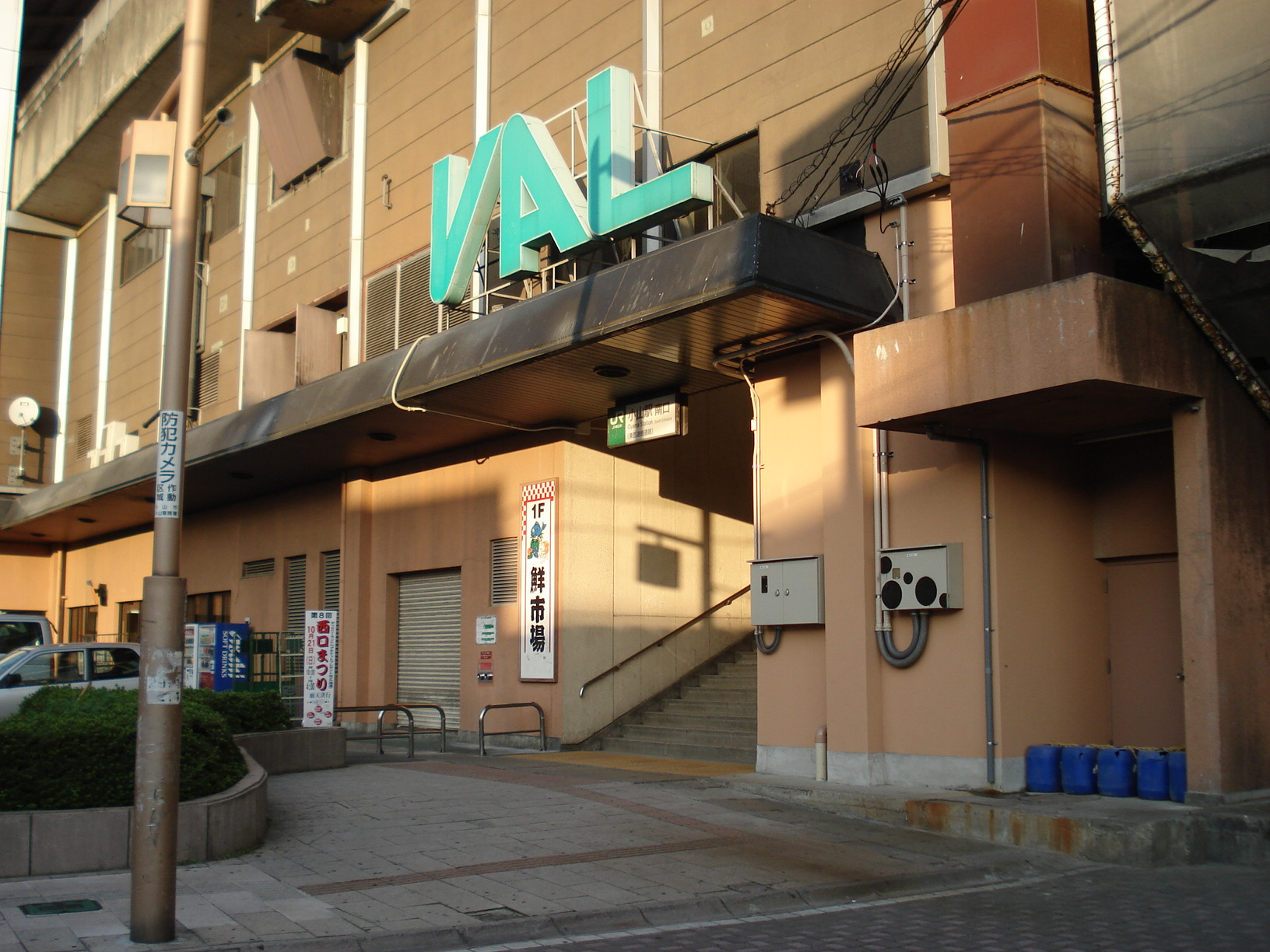
南口（2007年10月）

小山駅（おやまえき）は、栃木県小山市城山町にある、東日本旅客鉄道（JR東日本）・日本貨物鉄道（JR貨物）の駅である。事務管理コードは▲411018を使用している。

## 乗り入れ路線
東北新幹線と、在来線の東北本線・水戸線・両毛線が乗り入れ、東西南北に伸びる路線が集まるターミナル駅となっている。このうち、在来線における当駅の所属線は東北本線であり、水戸線と両毛線は双方とも当駅が起点となっている（ただし、両毛線については当駅に向かう列車が下りとして扱われる）。また東北本線は旅客案内上の愛称「宇都宮線」の設定区間に含まれており、同線の列車は上野駅発着系統と、新宿駅経由で横須賀線に直通する湘南新宿ライン、上野駅・東京駅経由で東海道線に直通する上野東京ラインが停車する。なお、貨物列車を運行するJR貨物は上記路線のうち、東北本線と水戸線にのみ第二種鉄道事業者として事業免許を有している。
小山営業統括センター所在駅で、同センター管区内（土呂駅 - 雀宮駅）間にある地区管理駅の統括管理を行う。また、当駅も地区管理駅として野木駅・間々田駅を管理する。

## 歴史

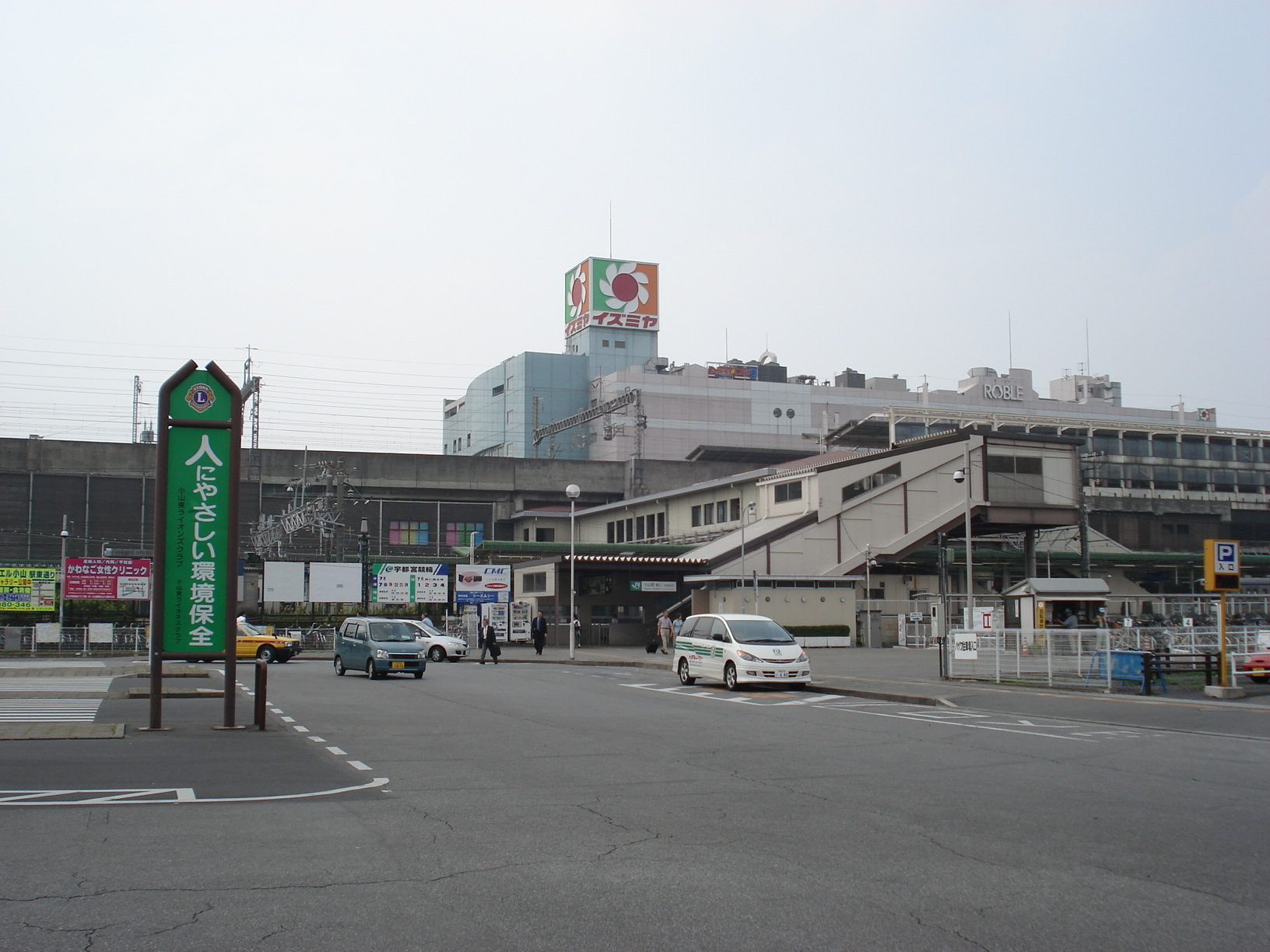
通路完成前の東口（2006年10月）

1900年（明治33年）に作詞された『鉄道唱歌 第三集奥州磐城篇』（大和田建樹作）では、小山駅を以下のように歌った。
8. 小山をおりて右にゆく 水戸と友部の線路には 紬産地の結城あり 桜名所の岩瀬あり
9.左にゆかば前橋を 経て高崎に至るべし 足利桐生伊勢崎は 音に聞えし養蚕地

### 年表
- 1885年（明治18年）7月16日：日本鉄道線（現在の東北本線）の駅として開業[2]。
- 1888年（明治21年）5月22日：両毛鉄道線（現在の両毛線）が開通[5]。
- 1889年（明治22年）1月16日：水戸鉄道線（現在の水戸線）が開通[6]。
- 1892年（明治25年）3月1日：水戸鉄道が日本鉄道に営業譲渡[6]。
- 1897年（明治30年）1月1日：両毛鉄道が日本鉄道に営業譲渡[5]。
- 1906年（明治39年）11月1日：日本鉄道が鉄道国有法により、国有化[2]。官設鉄道の駅となる。
- 1909年（明治42年）10月12日：線路名称の制定により、東北本線の所属となる。
- 1969年（昭和44年）1月6日：東臨時改札口を開設。
- 1971年（昭和46年）10月12日：東北新幹線の当駅停車が決定。
- 1972年（昭和47年）12月25日：東北新幹線の建設が着工。
- 1978年（昭和53年）
  - 5月30日：新駅舎（現行駅舎）が完成し、使用を開始[新聞 1][新聞 2]。
  - 6月5日：東北新幹線の総合試験線で、試験電車が運転を開始[新聞 3]。
  - 7月15日：駅ビルが開業[新聞 4]。
- 1980年（昭和55年）1月：小山駅の鉄道用地跡にイトーヨーカドー小山店が開店[7]。
- 1982年（昭和57年）6月23日：東北新幹線が開業[8]。
- 1985年（昭和60年）9月7日：改札内コンコースに直営のコーヒーハウス「ベル小山店」が開店[新聞 5]。
- 1987年（昭和62年）4月1日：国鉄分割民営化により、JR東日本・JR貨物の駅となる[2]。
- 1995年（平成7年）
  - 3月7日：西口改札に自動改札機を設置し、供用を開始[9]。
  - 3月9日：南口改札に自動改札機を設置し、供用を開始[9]。
- 1998年（平成10年）12月10日：新幹線改札に自動改札機を設置し、供用を開始[10]。
- 2001年（平成13年）11月18日：ICカード「Suica」の利用が可能となる[報道 1]。
- 2003年（平成15年）10月12日：東北新幹線でSuica FREX定期券およびSuica FREXパル定期券の利用が可能となる[報道 2]
- 2005年（平成17年）10月16日：宇都宮線野木駅以北のATOS路線ホスト接続により、ATOSの稼動を開始（旅客案内は18日より）。
- 2011年（平成23年）12月4日：中央改札口が完成し、供用を開始。西口改札を廃止。
- 2012年（平成24年）
  - 6月23日：中央自由通路が完成し、供用を開始。
  - 9月7日：南口改札を閉鎖。
- 2013年（平成25年）3月：改札内商業施設「Dila小山」が開業。
- 2014年（平成26年）3月：東口に新しい駅前広場が完成[新聞 6]。
- 2018年（平成30年）4月1日：タッチでGo!新幹線のサービスを開始[報道 3][報道 4]。
- 2020年（令和2年）3月14日：新幹線eチケットサービスを開始[報道 5]。

## 駅構造

### 新幹線
高架上にある単式ホーム1面1線と島式ホーム1面2線を使用する。ホームは副本線にあり、中央の2線（2・3番線）は通過線となっている。これは、東北新幹線の小山実験線の一部として早期に建設されたものである。上り列車は原則4番線を使用しており、5番線は小山新幹線車両センターへ出入りする回送列車の発着に使われている。ホーム上に待合室はない。待合室はコンコース、下り線の階段脇にある。
実験線基地の名残として当駅北方に小山新幹線車両センターがある。基地から出る運用として、朝6時台に当駅始発の東京行き「なすの」が1本設定されている。一方、当駅止まりの列車は設定されていないが、運行トラブルなどが発生した場合は臨時で当駅止まりの列車が設定されることもある。
定期列車は「なすの」全列車と一部の「やまびこ」が停車する。また、盛岡始発の上り2本、盛岡行きの下り1本も停車する。「はやぶさ」「つばさ」「こまち」は全列車が通過する。当駅での待機は少ないが、朝夕の一部の「なすの」「やまびこ」が後続の「はやぶさ」「こまち」の通過待ちを行うほか、下りの「なすの」1本のみ当駅で「やまびこ」「つばさ」の通過待ちを行う。

### 在来線
地上にある4面8線のホームを使用する。両毛線の6・8番線は頭端式ホームになっており、他の在来線ホームからやや離れている。7番線は6・8番線の先にある切り欠き式のホームであるが、線路は撤去され案内表記もなくなっており、事実上の欠番となっている。この7番線は過去には郵便荷物列車などが発着していた。9番線は宇都宮方で両毛線8番線にもつながっている。2019年（平成31年）のダイヤ改正までは、両毛線から宇都宮方面に直通する列車が、このホームから発着していた。また、11・14番線は貨物列車などの待避線となっている。また、16番線の東側に17番線(水戸線の副本線)が存在したが、現在は廃止されている。宇都宮線ホームには各ホーム1台ずつ計2台のSuica専用グリーン券自動券売機が設置されている。
駅を中心とした東西南北方向にそれぞれ多数の留置線を持つが、駅の北側にある北部電留線(北部電留1・2番)は両毛線の入れ替え車両が定期的に出入りし、東側にある東1 - 5番線も臨時列車や回送列車、貨物列車の待避等に利用されている一方、6番線の西側にある中部電留線は使用停止となっており、架線が外され分岐器も固定されている。また、南側にある南部材料線と水戸材料線はモーターカーなどの保守用車の基地線となっており、旅客用車両は使用しない。
ホーム上では1950年代前半から小山市内の企業がそば店の「きそば」を開業していた。1991年（平成3年）には委託運営会社となった中沢製麺が営業を引き継ぎ立食いそば店『きそば』となった。かつては8・12・15番線ホームの3店舗が存在したが、8・15番線ホームの店舗は2015年（平成27年）3月14日をもって閉店。12番線ホームの店舗もJR東日本のグループ会社再編に伴う委託契約終了により2022年（令和4年）1月14日で閉店した。

### のりば
| 番線              | 路線                 | 方向           | 行先                             | 備考                 |
| ----------------- | -------------------- | -------------- | -------------------------------- | -------------------- |
| 新幹線 高架ホーム |                      |                |                                  |                      |
| 1                 | 東北新幹線           | 下り           | 郡山・仙台方面                   |                      |
| 4                 | 東北新幹線           | 上り           | 大宮・上野・東京方面             |                      |
| 5                 | 東北新幹線           | （予備ホーム） | （予備ホーム）                   | （予備ホーム）       |
| 在来線 地上ホーム |                      |                |                                  |                      |
| 6・8              | ■ 両毛線             | 上り           | 栃木・佐野・桐生・高崎方面       | 6番線は一部列車のみ  |
| 9・10             | ■ 宇都宮線（東北線） | 下り           | 宇都宮・仙台方面                 | 9番線は一部列車のみ  |
| 12・13            | ■ 宇都宮線（東北線） | 上り           | 大宮・東京・新宿・横浜・大船方面 | 13番線は一部列車のみ |
| 12・13            | ■ 湘南新宿ライン     | 上り           | 大宮・東京・新宿・横浜・大船方面 | 13番線は一部列車のみ |
| 12・13            | ■ 上野東京ライン     | 上り           | 大宮・東京・新宿・横浜・大船方面 | 13番線は一部列車のみ |
| 15・16            | ■ 水戸線             | 下り           | 下館・水戸方面                   | 16番線は一部列車のみ |

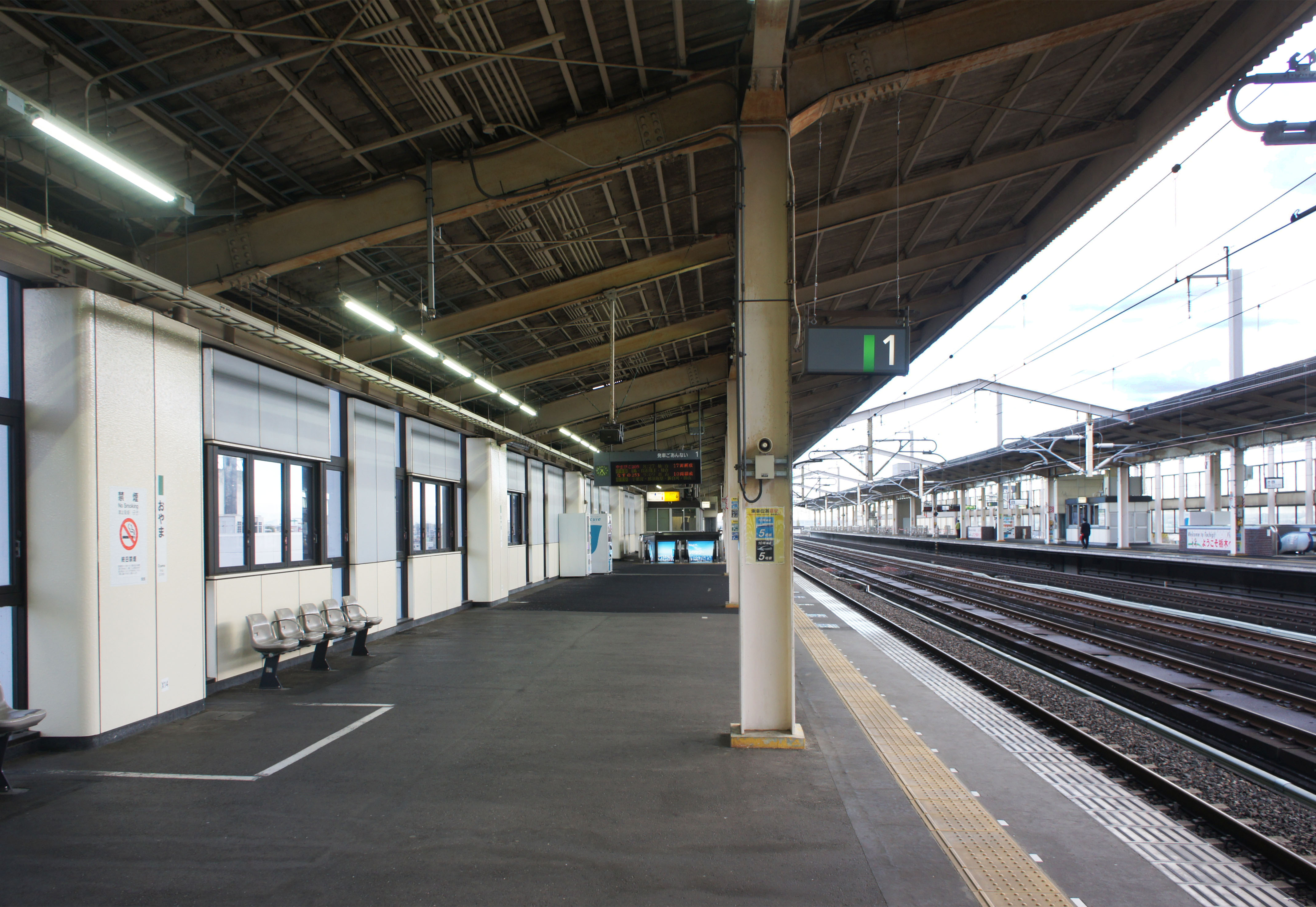
新幹線1番線ホーム（2021年11月）
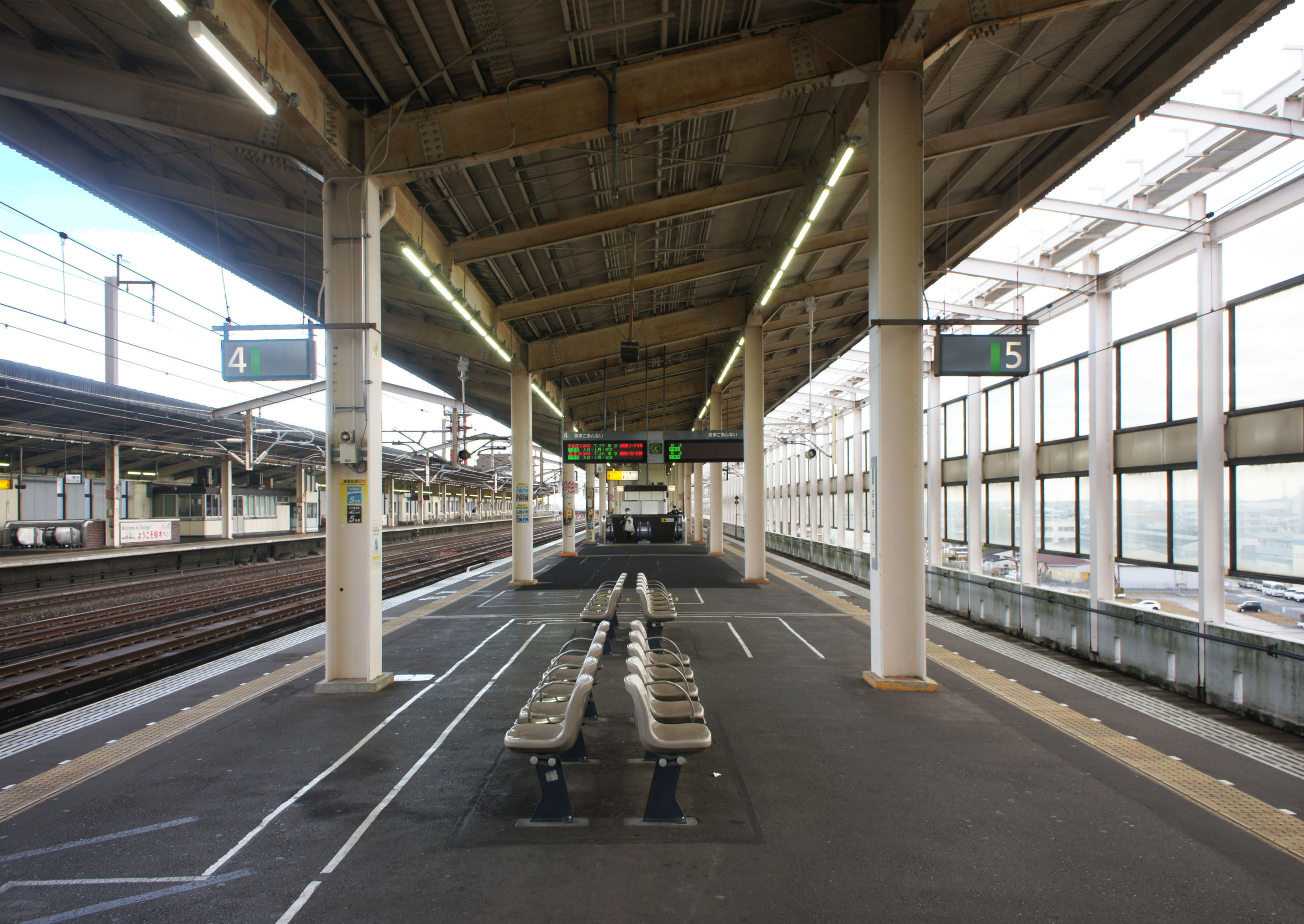
新幹線4・5番線ホーム（2021年11月）
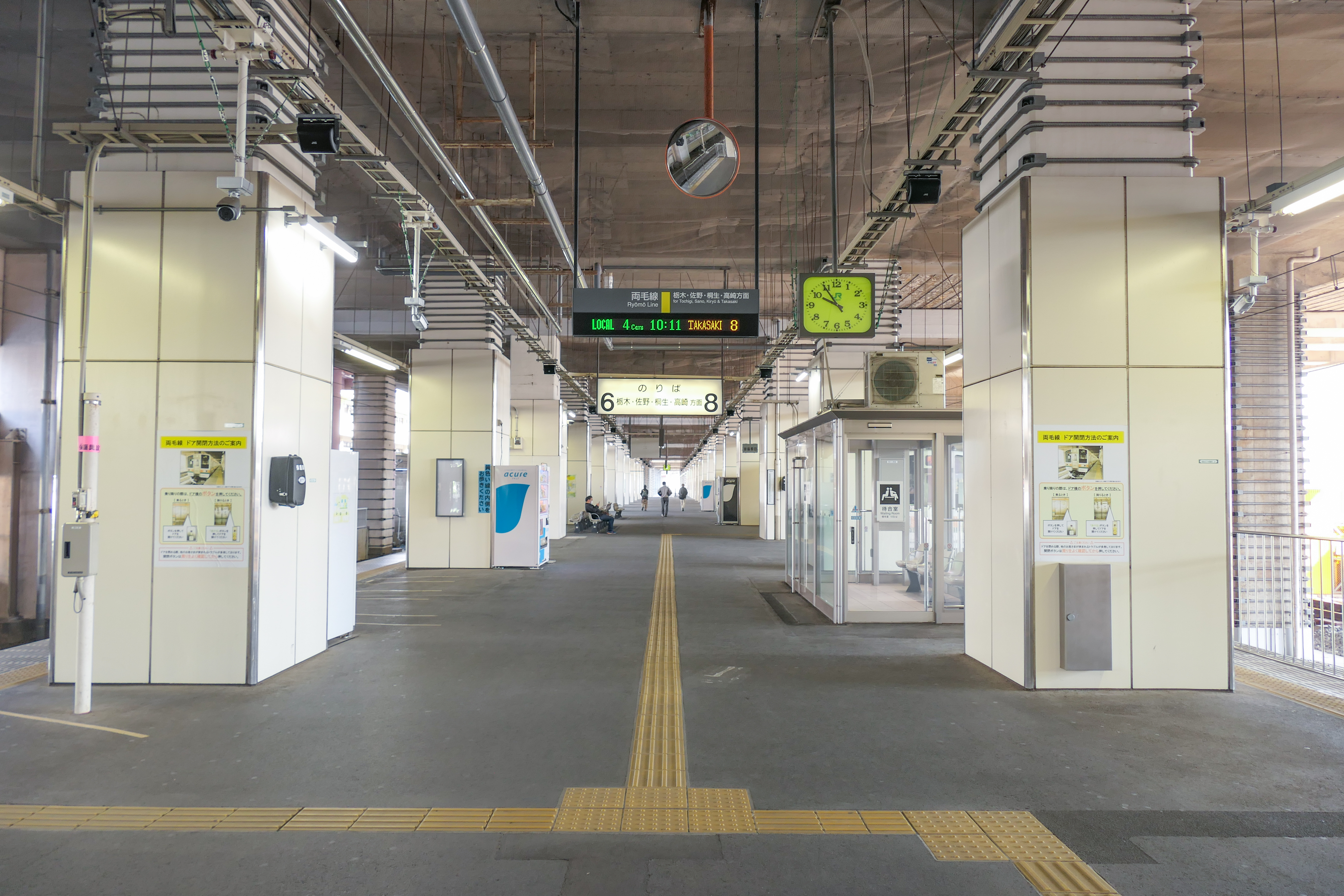
在来線6・8番線ホーム（2022年3月）
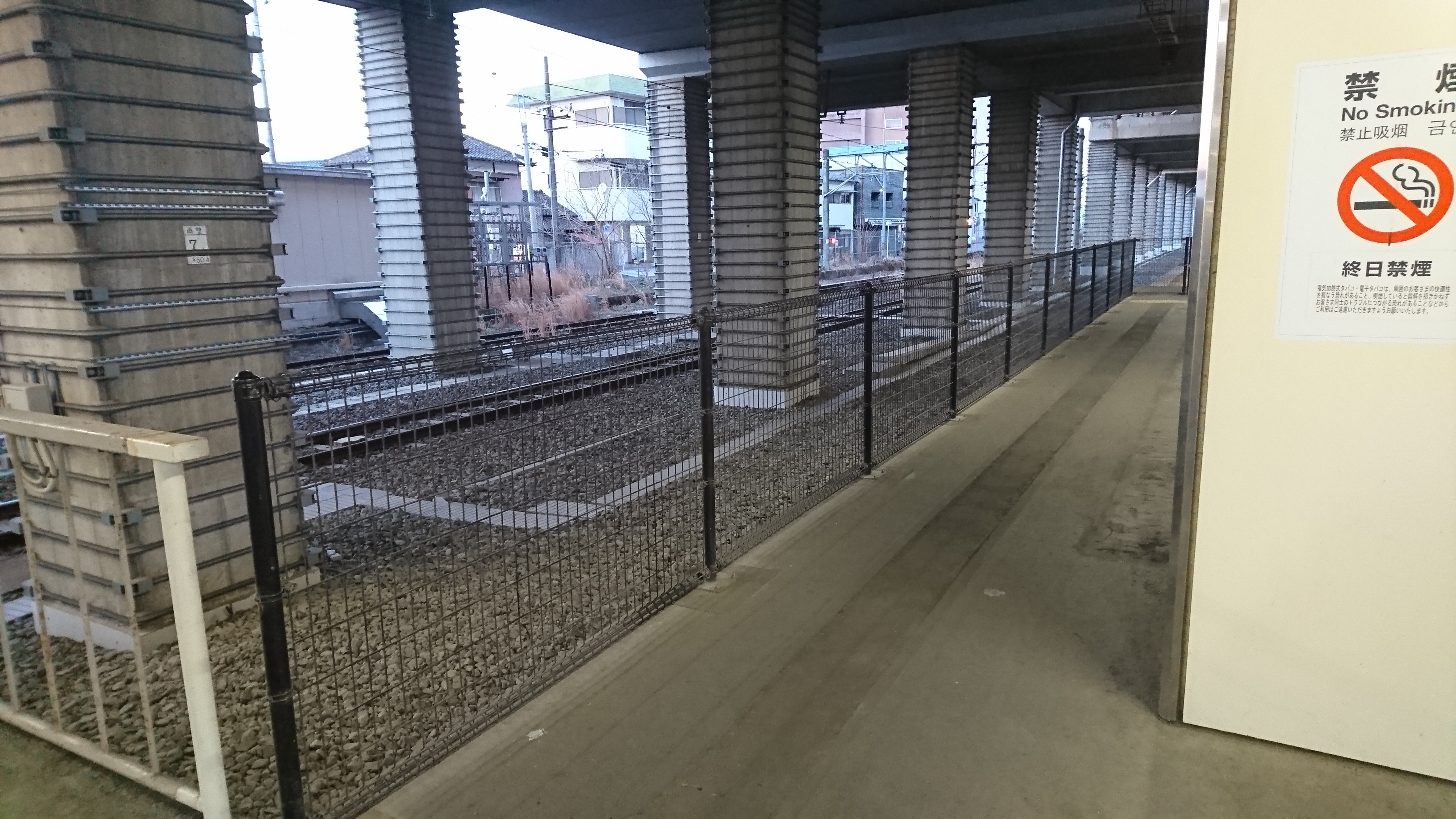
7番線跡地。奥に見えるのは6番線と中部電留線（2020年3月）
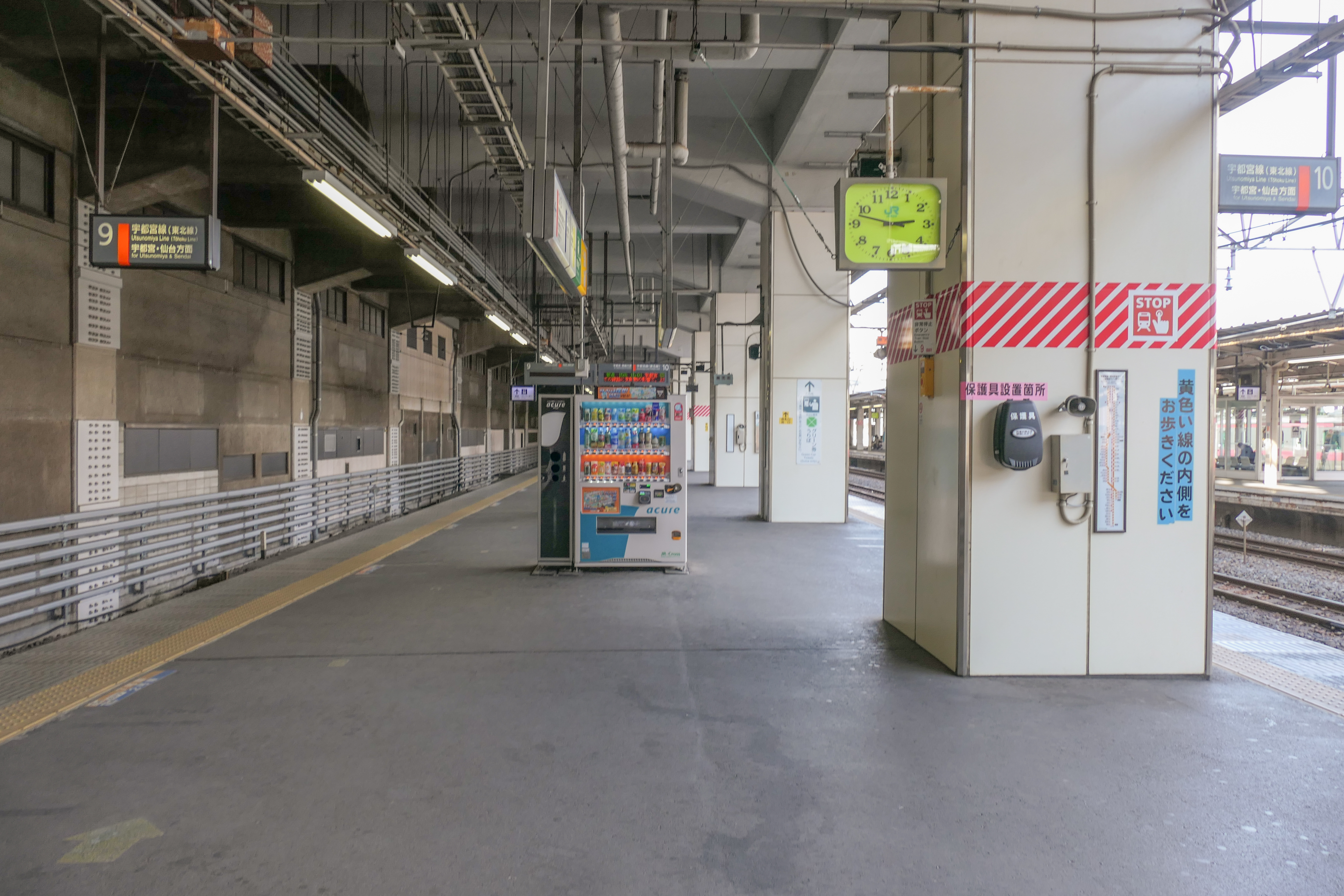
在来線9・10番線ホーム（2022年3月）
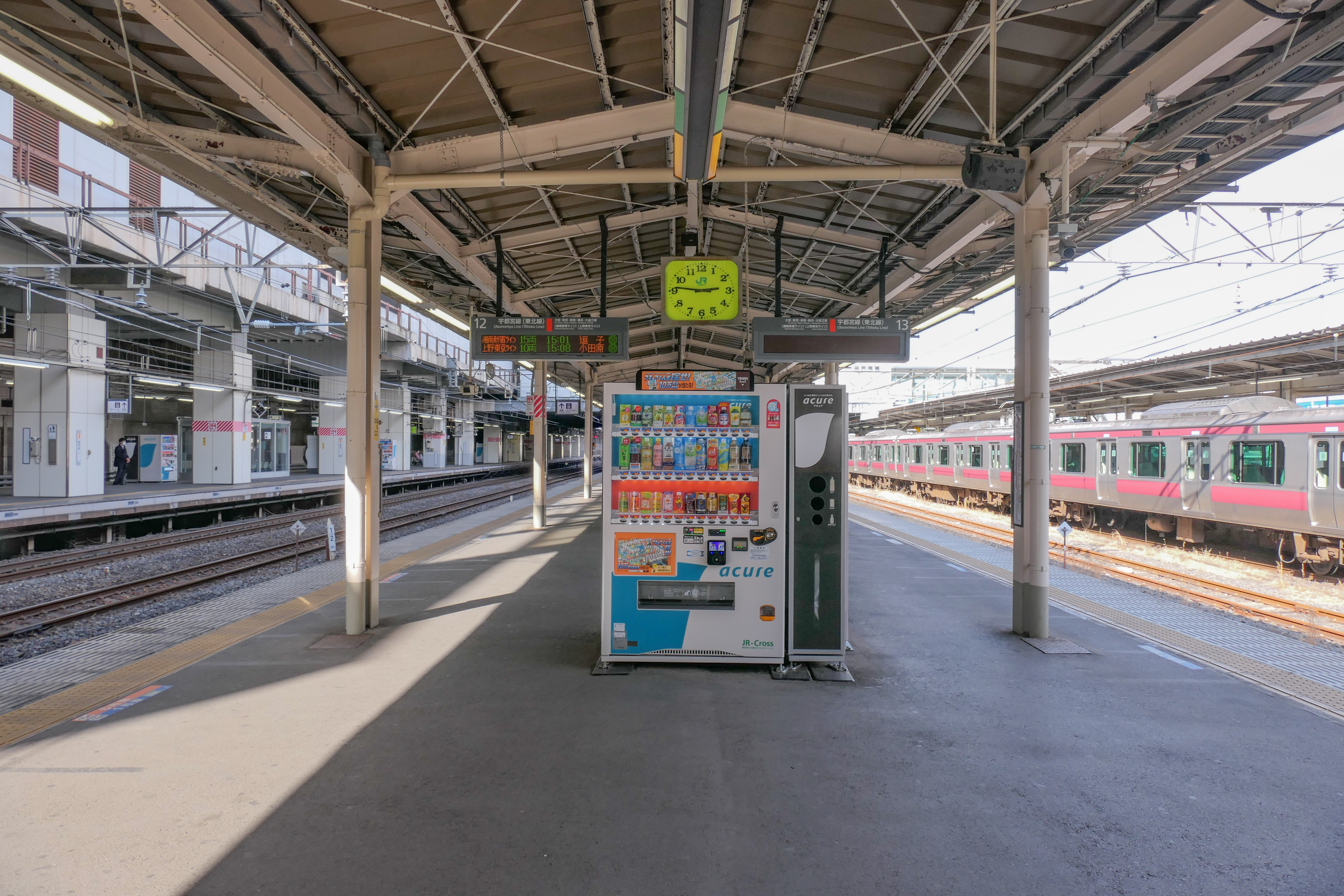
在来線12・13番線ホーム（2022年3月）
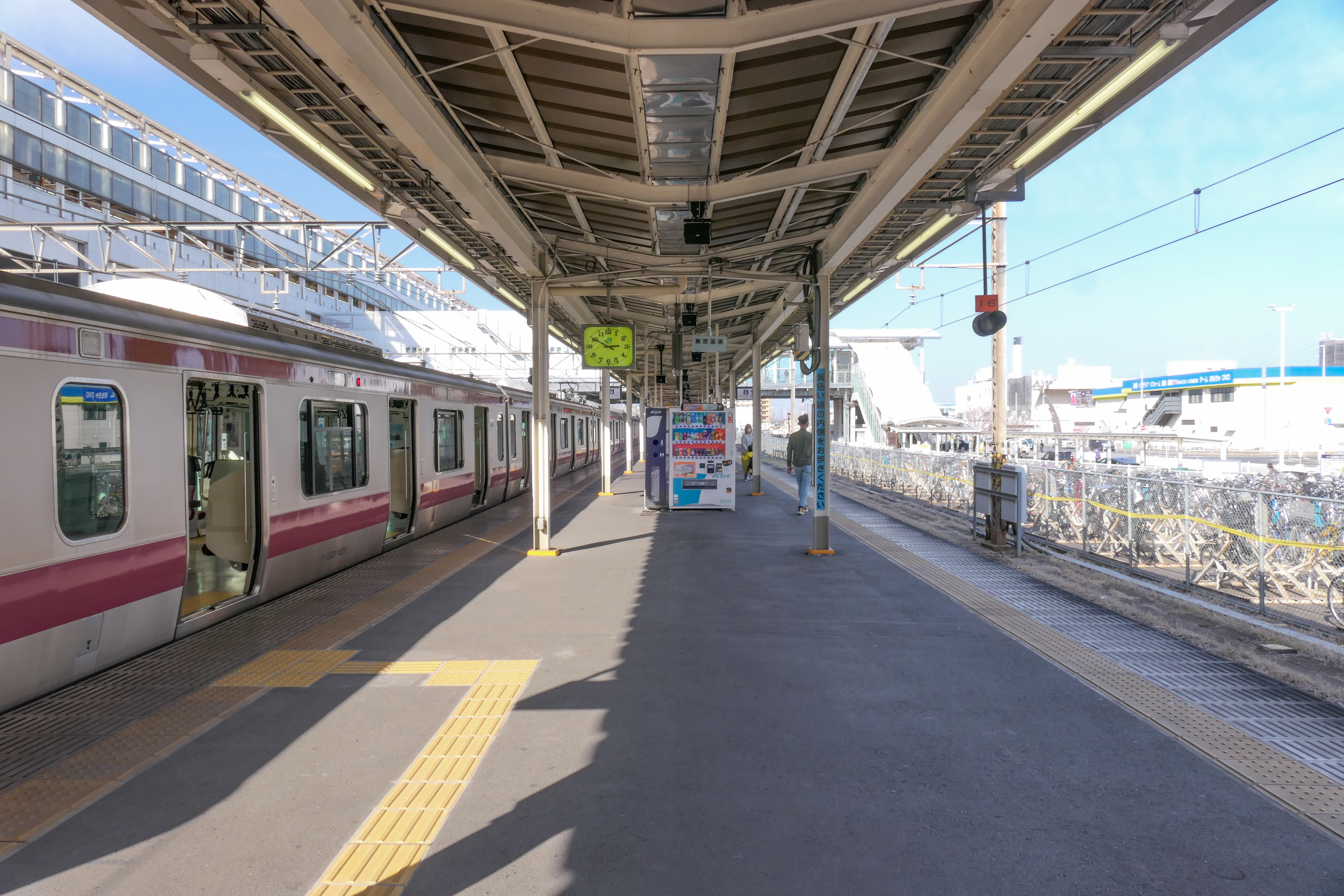
在来線15・16番線ホーム（2022年3月）

### 駅舎・改札口
改札口は東西自由通路に面した中央改札口1か所のみである。新幹線独自の改札口はなく、新幹線のコンコースに入るには、一度在来線コンコースを経由して乗換改札（事実上の中間改札）を通る必要がある。
NewDaysは、中央コンコース内にDila小山店が設置されている。中央自由通路「さくら道」にも「VAL小山店」が設置されていたが、2019年（平成31年）に閉店した。また、小山駅構内の工事のために閉鎖していたベックスコーヒーショップが2013年（平成25年）に再開した。西口コンコース時代には、NewDaysはもう1店新幹線改札口付近に設置されていた。また、旧南口改札外にもNewDays（小山南店）が1店設置されていた。
全ての自動改札機でSuicaが利用可能であり、Suicaオートチャージにも対応している。
2005年（平成17年）10月16日に、ATOS（東京圏輸送管理システム）の路線ホストの稼動が古河駅以北で開始され、同月18日より発車標のATOS対応がなされた。
新しい市の玄関口として東口の整備が進められている。整備中であった旧東口エスカレーターは、2004年（平成16年）に供用が開始された。また、2006年度（平成18年度）に自動体外式除細動器 (AED) が設置された。
南口改札口は2012年（平成24年）9月に閉鎖された。閉鎖後も改札外の通路は南自由通路として使用されており、南口から旧東口への通り抜けや駅ビルVAL小山への出入りが可能である。改札内であった通路も宇都宮線ホーム - 水戸線ホームの乗換通路として使用されている。

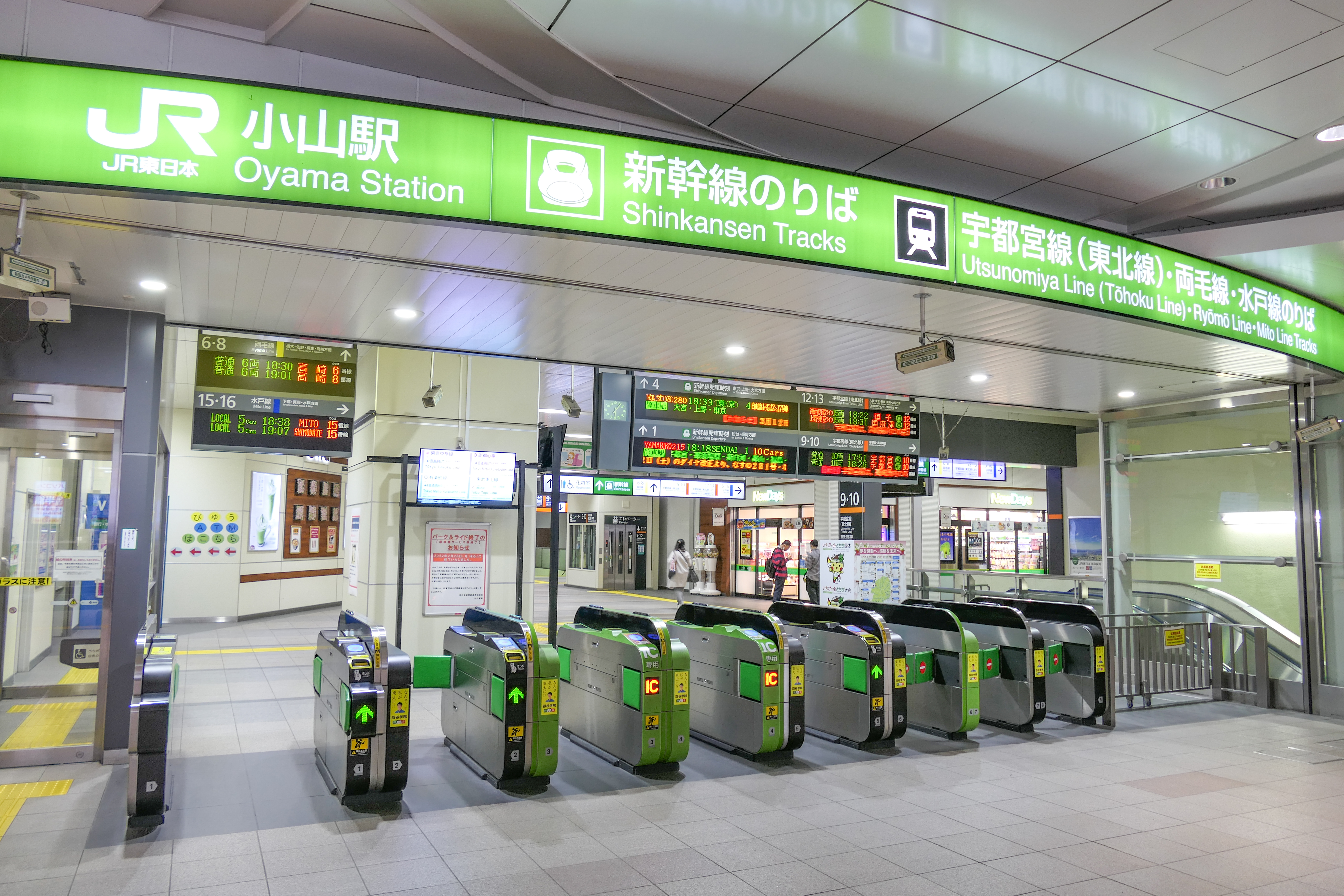
改札口（2022年3月）
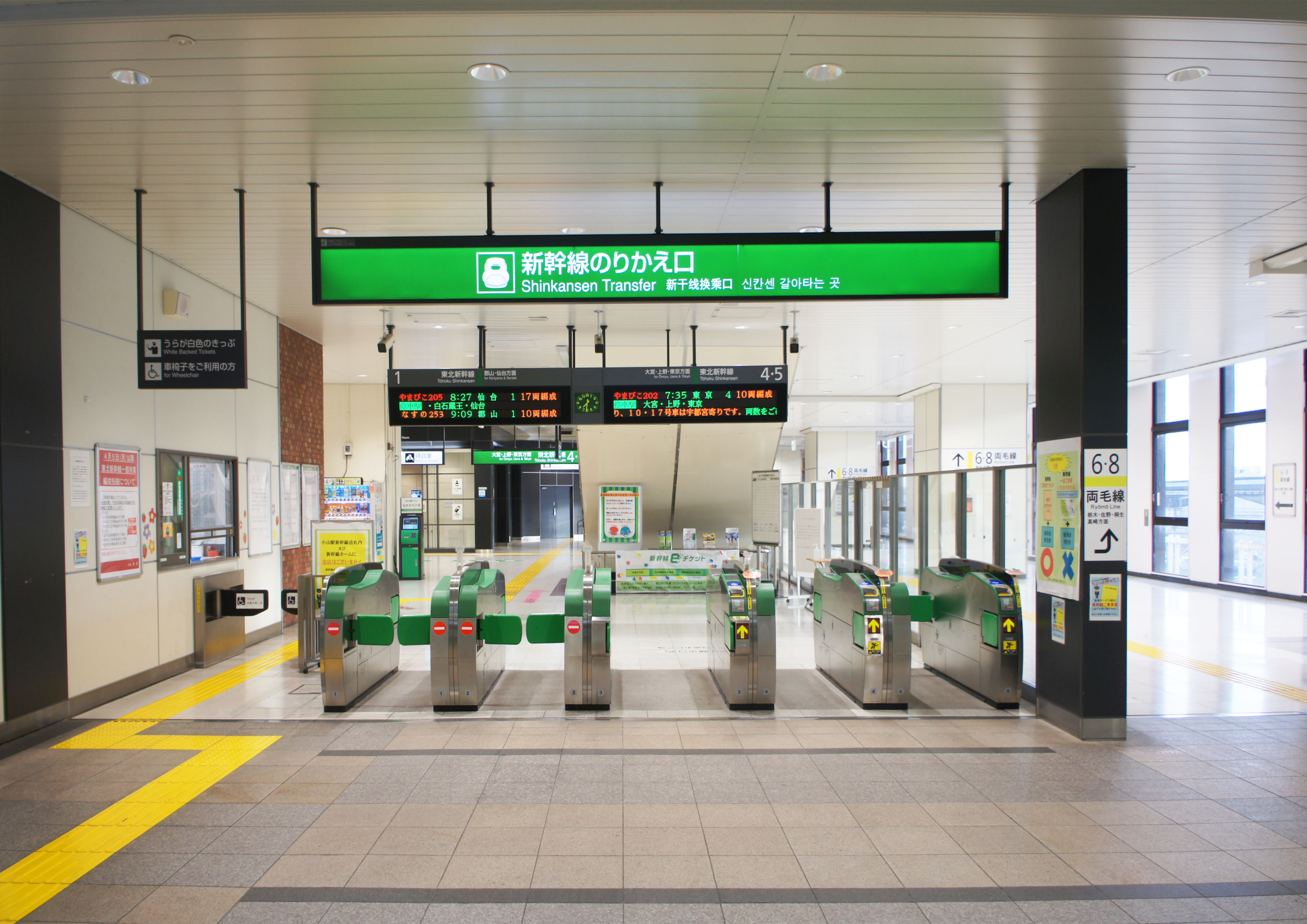
新幹線乗換改札口（2021年11月）

### 中央自由通路
2005年（平成17年）秋に発表された小山市の総合計画で、駅中央部に新東西自由通路を駅ビル内を貫通する形で新設し、中央改札口を設置する方針が示された。なお、現東西自由通路については自由通路としての設備のみ維持する方針が示されている（南口改札口は廃止）。新聞報道によると新東西自由通路は市とJRの間での工費負担割合についての協議が難航しており、当初予定されていた2008年度（平成20年度）の供用開始がずれ込む見通しとなった。
その後、小山市は2008年度（平成20年度）- 2011年度（平成23年度）を事業予定期間とし中央自由通路の建設に向けJR側と調整を進めていたが、2010年（平成22年）7月にJR東日本上信越工事事務所と施工協定を締結し、同年10月12日に着工した。その後工事は順調に進み、2012年（平成24年）6月に自由通路が開通した。なお、本通路の愛称は公募により「さくら道」と命名されている。通路部分は小山市道であり、エレベーターを使用して自転車での通行も可となっている。
中央自由通路は、中央コンコース南側に駅舎を貫く幅10メートル、延長約90メートルの通路とし、西口と新東口の駅前広場を結ぶ。南口改札は廃止し、西口改札を移転した中央改札口に統合。東口、西口双方にエレベーターとエスカレーターを整備し、バリアフリー化を進める。

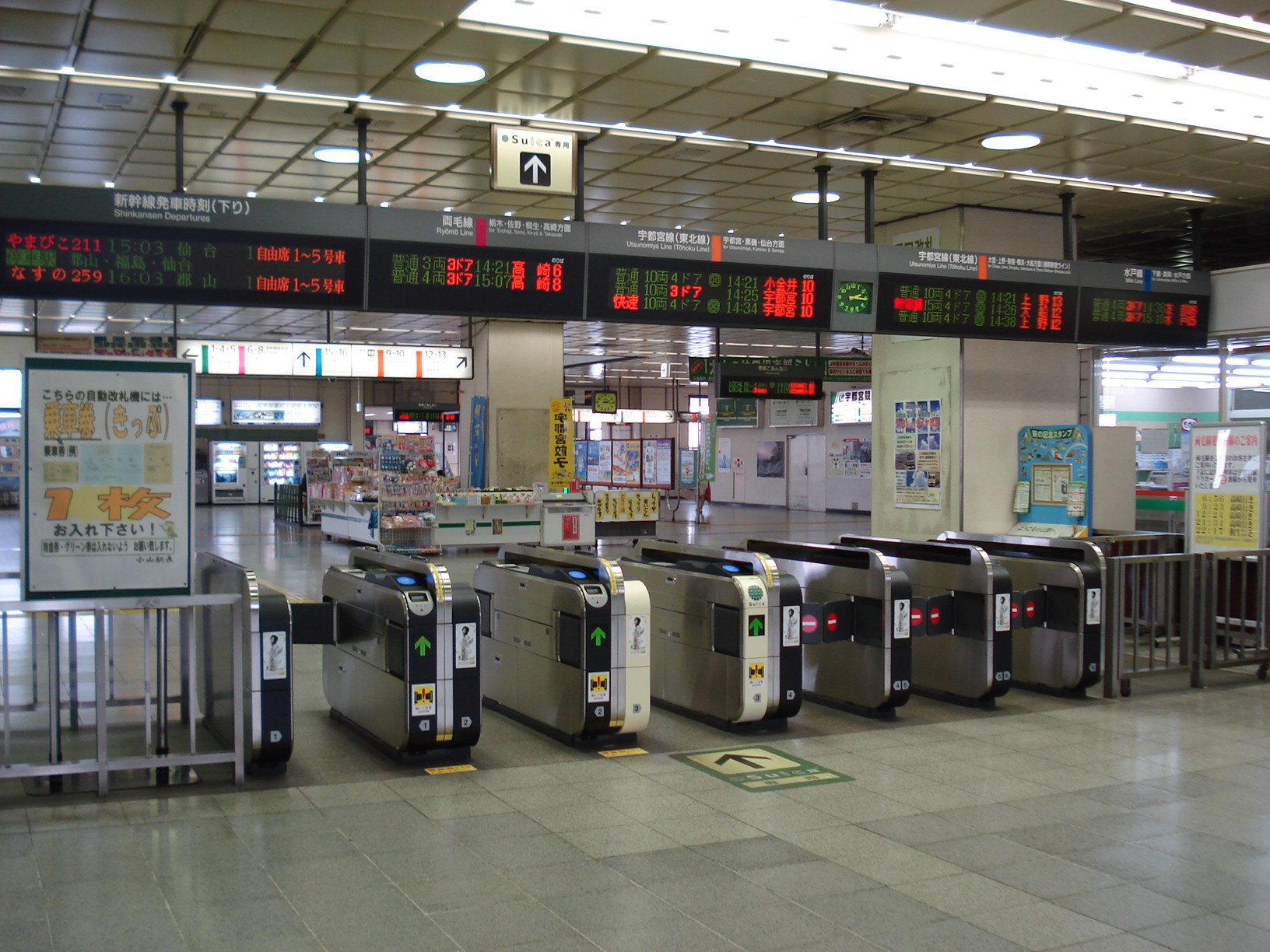
旧西口改札（2006年6月）
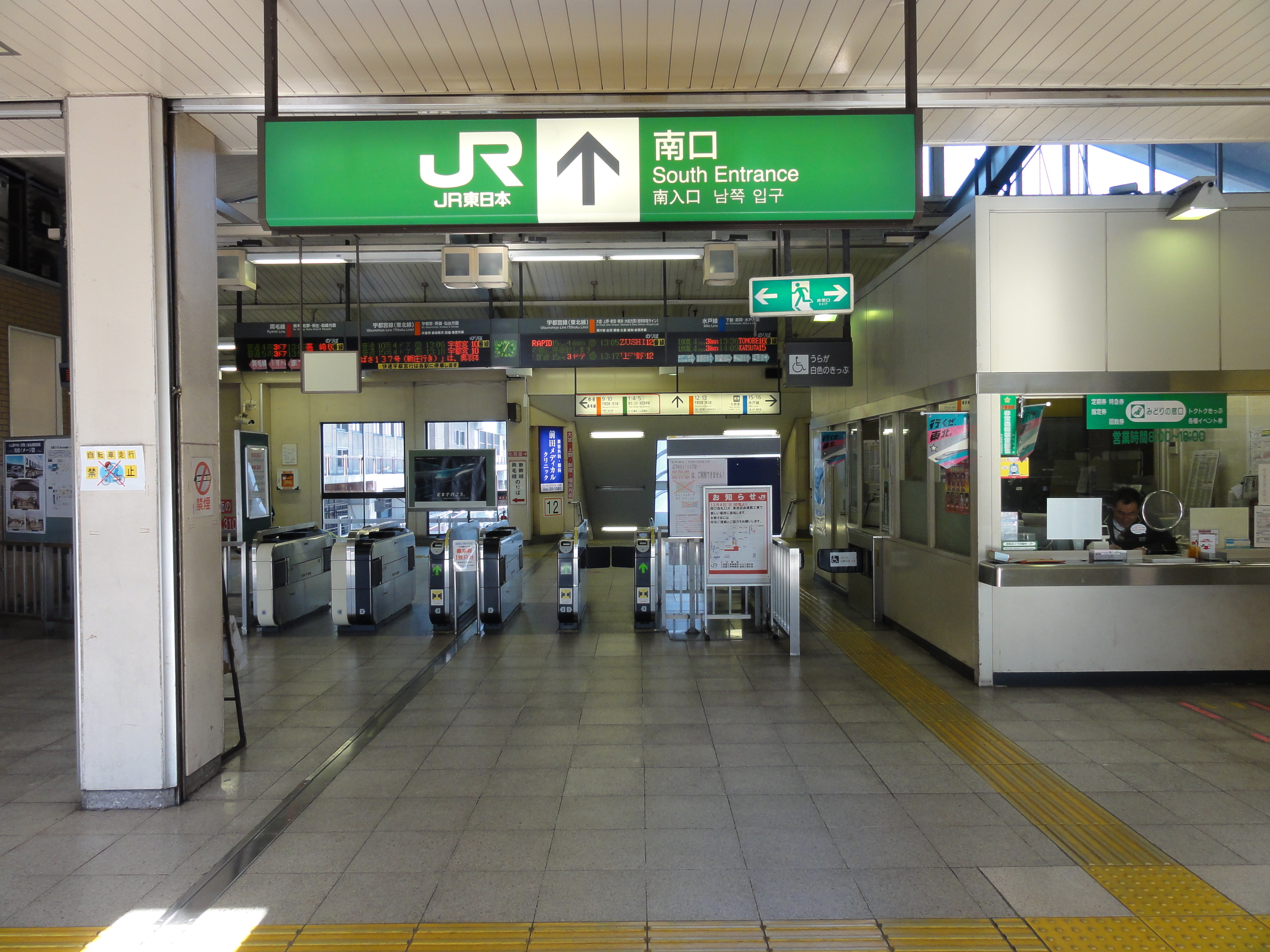
旧南口改札（2011年12月）

### 貨物取扱・専用線
JR貨物の駅は、臨時車扱貨物の取扱駅となっている。
駅北東部に東光高岳（旧：高岳製作所）小山地区があり、当駅から全長4.8キロメートルの専用線が続いている。発送されるのは大型変圧器で、大物車に積載され輸送される。運行頻度は毎年1 - 2か月に1回程度である。近年、その区間に路面電車を導入する計画が市から提案されている。
かつて、当駅でもコンテナ貨物の取扱があった。1996年（平成8年）3月16日にコンテナ輸送貨物列車は廃止され、トラック便が設定される自動車代行駅となった。しかし、利用の減少は続き、1999年（平成11年）4月にはトラック便も廃止され、現在は宇都宮貨物ターミナル駅で直接集配するようになっている。跡地はカワチ薬品小山駅東通り店になっている。
1950年（昭和25年）に東北本線の間々田駅方面から水戸線に直通可能な短絡線（小山駅構内扱い）が新設され、上野方面から小山駅でスイッチバックせずに水戸線に入れるようになっていたが、1986年（昭和61年）以降は使用されなくなり、2006年（平成18年）には短絡線の撤去工事が行われた（水戸線#歴史も参照）。

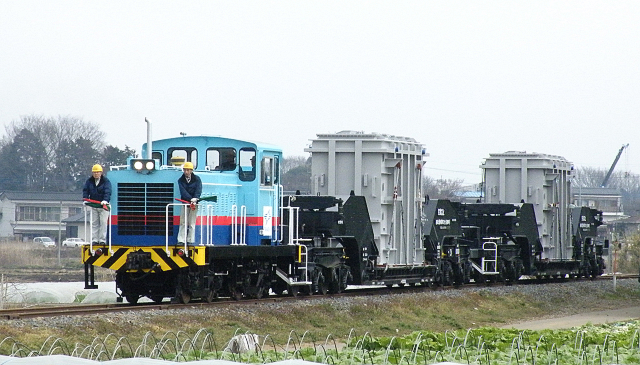
高岳製作所専用線の貨物列車（2009年4月）

## 利用状況
JR東日本によると、2023年度（令和5年度）の1日平均乗車人員は20,492人である。また、同年度の新幹線の1日平均乗車人員は4,023人である。
2000年度（平成12年度）以降の推移は以下のとおりである。
| 1日平均乗車人員推移 | 1日平均乗車人員推移 | 1日平均乗車人員推移 | 1日平均乗車人員推移 | 1日平均乗車人員推移 | 1日平均乗車人員推移 | 1日平均乗車人員推移 | 1日平均乗車人員推移 | 1日平均乗車人員推移           |
| 年度                | 計                  | 計                  | 計                  | 新幹線              | 新幹線              | 新幹線              | 新幹線              | 出典                          |
| 年度                | 定期外              | 定期                | 合計                | 定期外              | 定期                | 合計                | 前年度比            | 出典                          |
| ------------------- | ------------------- | ------------------- | ------------------- | ------------------- | ------------------- | ------------------- | ------------------- | ----------------------------- |
| 2000年（平成12年）  |                     |                     | 22,310              | 非公表              | 非公表              | 非公表              | 非公表              | [ 利用客数 2 ]                |
| 2001年（平成13年）  |                     |                     | 22,189              | 非公表              | 非公表              | 非公表              | 非公表              | [ 利用客数 3 ]                |
| 2002年（平成14年）  |                     |                     | 21,713              | 非公表              | 非公表              | 非公表              | 非公表              | [ 利用客数 4 ]                |
| 2003年（平成15年）  |                     |                     | 21,625              | 非公表              | 非公表              | 非公表              | 非公表              | [ 利用客数 5 ]                |
| 2004年（平成16年）  |                     |                     | 21,458              | 非公表              | 非公表              | 非公表              | 非公表              | [ 利用客数 6 ]                |
| 2005年（平成17年）  |                     |                     | 21,375              | 非公表              | 非公表              | 非公表              | 非公表              | [ 利用客数 7 ]                |
| 2006年（平成18年）  |                     |                     | 21,326              | 非公表              | 非公表              | 非公表              | 非公表              | [ 利用客数 8 ]                |
| 2007年（平成19年）  |                     |                     | 21,440              | 非公表              | 非公表              | 非公表              | 非公表              | [ 利用客数 9 ]                |
| 2008年（平成20年）  |                     |                     | 21,449              | 非公表              | 非公表              | 非公表              | 非公表              | [ 利用客数 10 ]               |
| 2009年（平成21年）  |                     |                     | 20,952              | 非公表              | 非公表              | 非公表              | 非公表              | [ 利用客数 11 ]               |
| 2010年（平成22年）  |                     |                     | 20,854              | 非公表              | 非公表              | 非公表              | 非公表              | [ 利用客数 12 ]               |
| 2011年（平成23年）  |                     |                     | 20,947              | 非公表              | 非公表              | 非公表              | 非公表              | [ 利用客数 13 ]               |
| 2012年（平成24年）  | 8,069               | 13,411              | 21,481              | 2,291               | 2,704               | 4,996               |                     | [ 利用客数 14 ] [ 新幹線 2 ]  |
| 2013年（平成25年）  | 8,255               | 13,991              | 22,247              | 2,381               | 2,780               | 5,161               |                     | [ 利用客数 15 ] [ 新幹線 3 ]  |
| 2014年（平成26年）  | 8,454               | 13,409              | 21,864              | 2,414               | 2,628               | 5,042               |                     | [ 利用客数 16 ] [ 新幹線 4 ]  |
| 2015年（平成27年）  | 8,577               | 13,597              | 22,174              | 2,408               | 2,639               | 5,048               |                     | [ 利用客数 17 ] [ 新幹線 5 ]  |
| 2016年（平成28年）  | 8,564               | 13,469              | 22,034              | 2,370               | 2,644               | 5,015               |                     | [ 利用客数 18 ] [ 新幹線 6 ]  |
| 2017年（平成29年）  | 8,815               | 13,560              | 22,375              | 2,419               | 2,661               | 5,080               |                     | [ 利用客数 19 ] [ 新幹線 7 ]  |
| 2018年（平成30年）  | 9,109               | 13,612              | 22,721              | 2,424               | 2,672               | 5,097               |                     | [ 利用客数 20 ] [ 新幹線 8 ]  |
| 2019年（令和元年）  | 8,766               | 13,704              | 22,471              | 2,239               | 2,663               | 4,902               |                     | [ 利用客数 21 ] [ 新幹線 9 ]  |
| 2020年（令和02年）  | 4,270               | 10,328              | 14,599              | 1,010               | 1,802               | 2,813               | −42.6%              | [ 利用客数 22 ] [ 新幹線 10 ] |
| 2021年（令和03年）  | 5,303               | 11,055              | 16,359              | 1,320               | 1,582               | 2,902               | 3.2%                | [ 利用客数 23 ] [ 新幹線 11 ] |
| 2022年（令和04年）  | 7,032               | 11,807              | 18,839              | 1,863               | 1,711               | 3,575               | 23.2%               | [ 利用客数 24 ] [ 新幹線 12 ] |
| 2023年（令和05年）  | 8,365               | 12,127              | 20,492              | 2,164               | 1,859               | 4,023               | 112.8%              | [ 利用客数 1 ] [ 新幹線 1 ]   |

## 駅周辺

### 西口
当駅の古くからの表口である。1969年（昭和44年）に駅東臨時改札口が設置されるまでは、改札は西口のみであった。
西口改札を出ると新幹線の高架下を利用した3階建ての駅ビルVAL小山がある。2003年（平成15年）に「ロブレ」との連絡通路も完成し、駅西口周辺の周遊性が高まった。
また、駅前の駅西地区では、再開発事業によって建設された地下1階・地上7階建てのビル「ロブレ」が大型スーパーのイズミヤを核店舗として1994年（平成6年）6月に開業したが、駅東口に出店したイトーヨーカドー小山店などとの競合により売上が減少したことから、2015年（平成27年）8月末で核店舗のイズミヤが撤退することが発表された。その後はドン・キホーテが出店した。西口広場に面する地区で東京建物を協力企業として再開発が進められている。
西口周辺は元々が日光街道の宿場町（小山宿）であり、日光街道や駅前通り沿いなどに神社、寺、城山公園などの史跡のほか、公共施設も多く立地する。
- 足利小山信用金庫小山営業部・宮本町出張所
- 三井住友銀行小山支店
- みずほ銀行小山支店
- 栃木銀行小山支店
- 足利銀行小山支店
- 筑波銀行小山支店
- 常陽銀行小山支店
- 群馬銀行小山支店
- 小山市役所
- 小山国際第一ホテル
- スーパーホテル小山
- ドン・キホーテ小山駅前店
- たいらや本郷店

### 東口
1969年（昭和44年）に小山駅東側の区画整理事業の進行および都市化の進行により、臨時改札口として開設された。
東口周辺にはオフィスビルや歓楽街が形成されている。少し駅から離れると閑静な住宅街が広がり、その先は山林原野や田園地帯となる。
以前は森永製菓小山工場（現在は郊外移転）や日本製粉小山工場（1917年（大正6年）に東洋製粉として操業開始し、2000年（平成12年）9月末日に閉鎖）が東口駅前に立地していた。工場跡地には、2004年（平成16年）に白鷗大学東キャンパス（法科大学院・法学部）とヤマダ電機が出店したほか、駅隣接部分は2008年（平成20年）2月に駅東口新駅前広場として一部供用が開始され、バスプールが白鷗大学裏手に移設された。
前述のイトーヨーカドーがかつて東口に存在したが、こちらも売上が減少したため、2021年（令和3年）2月23日に閉店した。イトーヨーカドーの建物はその後、のちにジョイフル本田の新業態店「ジョイホン小山駅前店」として2022年（令和4年）4月20日に開業した。
- 白鷗大学本キャンパス
- 東横INN小山駅東口1
- ヤマダデンキ テックランド小山店
- ジョイホン小山駅前店
- 小山郵便局
- 小山駅東通郵便局
- 足利小山信用金庫駅東支店
- 足利銀行小山東支店
- 中央労働金庫小山支店
- ジェーソン小山店

## バス路線
東口から関東自動車（小山営業所）の路線バスが、東口・西口の両方から小山市のコミュニティバス「おーバス」の路線が発着している。

## 舞台となった作品
- TBSテレビ系『ザ・ベストテン』1981年（昭和56年）1月15日放送にて、チャゲ&飛鳥が小山駅から中継で出演。同日第6位の『万里の河』を新幹線ホームの線路上にて演奏・歌唱した。
- アニメーション映画『秒速5センチメートル』（新海誠監督）の劇中に小山駅が登場する。
  - 同作品の主題歌が 山崎まさよしの楽曲『One more time, One more chance』であることから、小山駅の両毛線の発車メロディーとして、2018年（平成30年）4月7日 - 6月30日の期間内に「One more time, One more chance（PIANO Ver.）」として起用された[16]。
  - 同作品では、宇都宮線ホームにあった立ち食いそば店「きそば」（中澤製麺）が登場する[新聞 18]。
- 2011年（平成23年）4月17日に放送されたテレビ静岡のテレビドラマ『誰（タレ）よりも君を愛す!』では野外撮影のロケ地として小山駅が選ばれ、同年2月18日に撮影が行われた[注 6]。

## その他
- 前述したように、当駅から東北新幹線に沿って北へ2キロメートルほどの場所に、東北新幹線の小山新幹線車両センターがある。車両配置はなく、電留基地として仕業検査のみを行う。
- かつては駅南方（水戸線との分岐部付近）に小山機関区があり、1970年代まで蒸気機関車を駐機する扇形車庫が存在した。鉄骨コンクリート造りで1 - 13番線まである大型車庫であったが、末期はC50形数両が使用するにとどまり、1968年（昭和43年）に両毛線が電化され、1970年（昭和45年）に構内の入れ替え作業が無煙化されると用途を失った。関東地方では珍しい車庫ではあったが、固定資産税がかかる上、補修には1000万円の費用が見込まれた[新聞 19]ことから、保存されずに取り壊された。
- 自動改札機導入前の1993年（平成5年）6月に、思川緑地で行われた栃木県民の日記念行事「ハートフルおやま'93」においてJR東日本が実物の自動改札機を展示し、特製の切符を配布。自動改札体験コーナーを設置していた。
- 「休日おでかけパス」の東北新幹線内のフリーエリアは当駅までである[注 7]。ちなみに、かつての宇都宮線内の「ホリデー・パス」のフリーエリアは当駅までであり、水戸線と両毛線はホリデー・パスのエリア外であった。
- 水戸線は当駅のみが栃木県内にあり、その他の駅は全て茨城県内に所在する。

## 隣の駅
東日本旅客鉄道（JR東日本）
 東北新幹線
大宮駅 - （鷲宮信号場） - 小山駅 - 宇都宮駅
■宇都宮線
■快速（「ラビット」を含む）
古河駅 - 小山駅 - 小金井駅
■普通
間々田駅 - 小山駅 - 小金井駅
■水戸線
小山駅 - 小田林駅
■両毛線
小山駅 - 思川駅

### 記事本文